# Arnall Patz

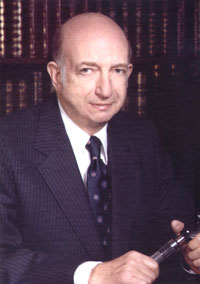
Arnall Patz

Arnall Patz (* 14. Juni 1920 in Elberton, Georgia; † 11. März 2010 in Pikesville, Maryland) war ein US-amerikanischer Augenarzt.

## Leben
Arnall Patz studierte an der Emory University mit dem Bachelor-Abschluss 1942 und der Promotion in Medizin (M.D.) 1945. Danach war er beim Militär im Walter-Reed-Militärkrankenhaus in Washington, D.C., wo er in der Ambulanz eingesetzt war, und anschließend als Augenarzt am Gallinger Municipal Hospital in Washington D.C. Ab 1955 arbeitete er neben seiner eigenen Augenarztpraxis teilweise an der Johns Hopkins University, an der er 1970 eine Forschungsprofessur annahm. Von 1979 bis 1989 war er dort Direktor des Wilmer Eye Institute.
Anfang der 1950er Jahre entdeckte er, dass eine Sauerstofftherapie ursächlich für epidemisches Auftreten von Blindheit bei Frühgeborenen war (Retinopathia praematurorum, Retrolentale Fibroplasie, ROP), die jährlich etwa 10.000 Säuglinge betraf. Da er keine Mittel bewilligt bekam (man hielt einen Abbruch der Sauerstofftherapie für zu gefährlich) finanzierte er die klinische Studie, um seine Hypothese zu testen, selbst und führte sie 1951 bis 1953 mit dem Kinderarzt Leroy Hoek durch. Seine Vermutung bestätigte sich. Im ersten Test entwickelten 7 von 28 Babys, die eine erhöhte Sauerstoffzufuhr erhielten, schwere Augenschäden, in der Vergleichsgruppe dagegen kein Einziges. Der konzentrierte Sauerstoff führte zu verstärkter Bildung von Blutgefäßen mit irreparablen Beschädigungen der Retina. Nach Bekanntwerden der Studie führte eine Änderung der Behandlung Frühgeborener zu einer 60-prozentigen Verminderung der Fälle von Blindheit bei Kindern in den USA.
In den 1960er Jahren war er ein Pionier beim Einsatz von Lasern in der Augenheilkunde und speziell bei Therapien an der Retina (Makuladegeneration zum Beispiel bei Diabetes). Dazu arbeitete er mit den Physikern der Johns Hopkins University zusammen bei der Entwicklung eines speziellen Argonlasers.
1956 erhielt er den Lasker~DeBakey Clinical Medical Research Award mit V. Everett Kinsey, einem Ophthalmologen und Biochemiker der sich auch mit ROP befasste. 1986 war er Präsident der American Academy of Ophthalmology. Er war Ehrendoktor der Emory University, der University of Pennsylvania und der Thomas Jefferson University. 2004 erhielt er die Presidential Medal of Freedom.
Er war Funkamateur und nutzte dies für Anfragen nach Hornhaut-Transplantaten. Mit 78 Jahren nahm er sein Liberal Arts Studium an der Johns Hopkins wieder auf, das durch den Krieg unterbrochen worden war, und erwarb einen M.A.

## Schriften
- Patz: The role of oxygen in retrolental fibroplasia. Trans. Am. Ophthalm. Soc., Band 66, 1968, S. 940–985, PMC 1310320 (freier Volltext)